# František Černý (1875–1958)
František Černý, křtěný František Gabriel (1. března 1875 Horní Bobrová – 6. května 1958 Brno) byl český varhaník a hudební skladatel.

## Život
Po absolvování nižšího gymnázia v Litomyšli studoval na Pražské konzervatoři hru na varhany a na klavír. Byl varhaníkem v řadě pražských kostelů (u křižovníků, u sv. Haštala, sv. Antonína, v Podskalí u Nejsvětějšího srdce a v Holešovicích). Kromě toho byl kapelníkem Izraelské obce v Karlíně a na Novém městě. Od roku 1953 žil v Brně. Komponoval zejména klavírní skladby.

## Dílo
Tiskem byly vydány:
- Lyrické skladby
- Dívčí profily (1903)
- Paprsky štěstí (1911)